# Schubkeelbladspeurder
De schubkeelbladspeurder (Anabacerthia variegaticeps) is een zangvogel uit de familie Furnariidae (ovenvogels).

## Verspreiding en leefgebied
Deze soort komt voor van zuidwestelijk Mexico tot Ecuador en telt drie ondersoorten:
- A. v. schaldachi: zuidwestelijk Mexico.
- A. v. variegaticeps: van zuidelijk Mexico tot westelijk Panama.
- A. v. temporalis: Colombia en Ecuador.

## Status
De grootte van de populatie is niet gekwantificeerd maar de soort wordt omschreven als schaars. Op de Rode lijst van de IUCN heeft deze soort de status niet bedreigd.